# Mark Carwardine
Mark Carwardine (1959. március 9. –) brit zoológus.
1986 óta szabadúszó író, fotós és kutató zoológus. A WWF tagja. Douglas Adams-szel közös alkotója az Utoljára látható című könyvnek.
Hat éven keresztül vezette a Természet című rádióműsort a BBC Radio 4-en. Állandó cikkírója és tanácsadója a Wanderlust és BBC Wildlife magazinoknak.

## Művei
- Iceland: Nature's Meeting Place Iceland Review (1986) ISBN 094819202X
- The WWF Environment Handbook
- The Nature of Pakistan: a guide to conservation and development issues IUCN (1986) ISBN 2880324041
- The Nature of Zambia: a guide to conservation and development issues IUCN (1988) ISBN 2880324033
- The Nature of Zimbabwe: a guide to conservation and development issues IUCN (1988) ISBN 2880329337
- The Encyclopedia of World Wildlife Octopus (1986) ISBN 0706424379
- Wildlife in the News (with John Craven)
- Birds in Focus Salamander, (1990) ISBN 0861015444
- On the Trail of the Whale Thunder Bay Publishing Co., 1994 ISBN 1899074007
- Day-time and Night-time Animals (1988) ISBN 1852102977
- Utoljára látható (Last Chance to See) (Douglas Adams-szel) Pan Books (1991) ISBN 0330320025
- The Shark Watcher's Handbook: A Guide to Sharks and Where to See Them (with Ken Watterson) BBC Books, ISBN 0563537949
- The Guinness Book of Animal Records Guinness Publishing (1995) ISBN 0851126588
- Shark BBC Books (2004) ISBN 0563487232
- Killer Whales BBC Books (2001) ISBN 0563534079
- Mark Carwardine's Guide to Whalewatching: Britain and Europe, New Holland Publishers (2003) ISBN 1843300591

### Gyerekeknek szánt könyvei
- Whales, Dolphins and Porpoises (illustrated by Martin Camm) published by Dorling Kindersley, part of the Smithsonian Handbooks series, ISBN 0789489902
- The Animal Atlas
- Animal Opposites (series)
- Where Animals Live
- Looking At How Animals Live (series)
- Explore The World Of Amazing Animals
- Finding Out About Animals (series)